# スローガン

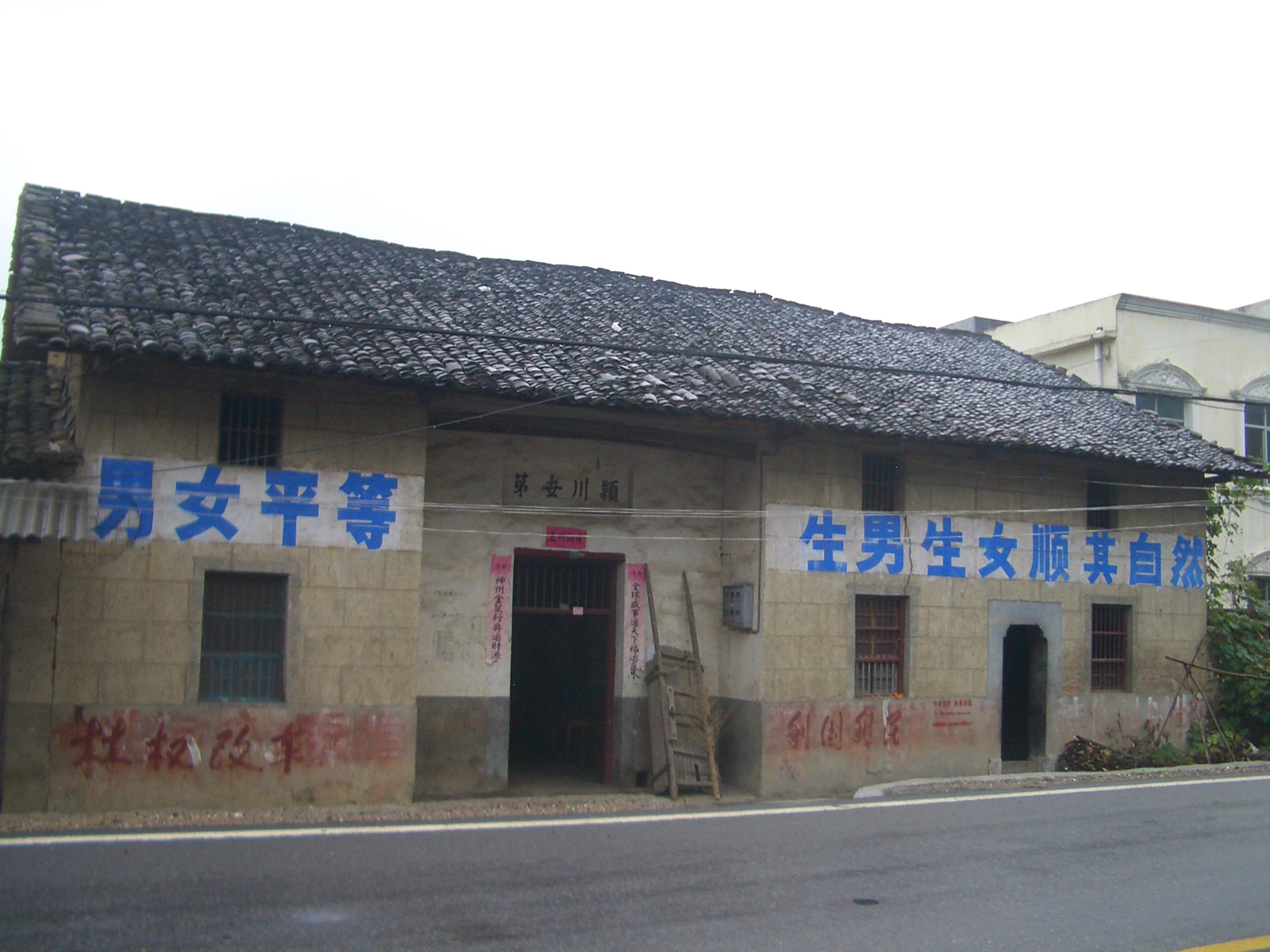
中華人民共和国湖北省の通山県の建物に書かれた政治的スローガン（標語）。「男女平等」「生男生女順其自然」とあり、出産時に男女を選好しないように呼びかけられている。

スローガン（英: slogan）とは、企業や団体の理念や運動の目的を簡潔に言い表した覚えやすい句・標語・モットーのこと。
理念や目的には、政治的なもの、宗教的なもの、商業的なものが含まれ、政治家が自らの政策をアピールするときに用いる簡明な文もスローガンと呼ばれることが多い。商業上のスローガン（Advertising slogan）は普通、日本では「キャッチコピー」と呼ばれる。

## 概要

スコットランド貴族のハミルトン公爵家の紋章。上部には「Through」（やりつくせ）、「Jamais Arriere」（ふり返るな）というスローガンが書かれている

語源はゲール語で「鬨の声」(ウォークライ) を意味する「sluagh-ghairm」（「sluagh」は軍隊、「ghairm」は勝ち鬨の意）で、英語に入り「slogorn」と変化し、現在の形である「slogan」へと変わった。
スローガンには、街頭のポスターなどで人々の目に入るキャッチコピーから、集会で群衆が叫ぶ掛け声（シュプレヒコール）までその形態の幅は広い。スローガンは韻を踏むなど口にしやすく、簡素で分かりやすい反面、詳細な意味を入れる余地はほぼない。このため、公の場で討論に使ったり講演会で聴衆に語りかけたりといった用途よりも、人々が一つになった姿を社会に印象付け、自分達の主張を訴えるために使うことが多い傾向にある。
スコットランドの紋章記述においては、紋章の上部に「スローガン」と呼ばれる言葉が書かれることがある。紋章下部の巻物などに書かれる「モットー」の場合はラテン語句など様々な起源の言葉が用いられるが、それぞれの氏族の用いる「スローガン」は戦場での鬨の声にその起源を持つと考えられている。

## 政治的・軍事的スローガンの例
- Bevara Sverige Svenskt (スウェーデンはスウェーデン的であれ) - スウェーデンにおける愛国・右翼運動の名称及びスローガン。
- Don't Tread On Me (私を踏みつけるな) - ガズデン旗（英語版）のモットー。愛国的・自由主義的スローガンとして用いられる。
- Ein Volk, ein Reich, ein Führer （一つの民族、一つの国家、一人の総統）、Sieg heil（ジーク・ハイル。勝利万歳） - ナチス・ドイツのスローガン。後者は特にナチス式敬礼を行なう際に用いられる。
- Greed is Good (強欲はよいことだ) - アイヴァン・ボウスキーの発言を元とする。新自由主義経済を象徴するスローガンとして用いられる。
- L’Algérie est française et le restera. （アルジェリアは永遠にフランス） - アルジェリア戦争時、アルジェリアを独立させる事に反対したフランス人らにより叫ばれたスローガン。のちに秘密軍事組織でも用いられた。
- Вся власть Советам （全ての権力をソビエトに） - ロシア十月革命時のスローガン。
- Make Love not War （戦争するより愛し合おう） - ベトナム反戦運動でのスローガン。
- ¡No pasarán!（奴らを通すな!） - スペイン内戦における国際旅団のスローガン。ドロレス・イバルリが「跪いて生きるより、立ったまま死のう」と前置いて呼びかけたことで広まった。のちに反ファシズムのスローガンとして定着する。
- No war （戦争反対）、No more war（戦争はもう御免だ）、Not war just peace（戦争ではなく平和を今こそ）、War is over―If you want it（戦争は終わる、あなたが望めば） - 反戦スローガン。
- Power to the people／Power to us （人民に力を／我等に力を） - 民主主義あるいは社会主義を呼びかけるスローガン。ジョン・レノンのナンバーにも同名の曲（パワー・トゥ・ザ・ピープル）がある。
- Proletarier aller Lander, vereinigt euch! （万国の無産者よ、団結せよ） - 共産主義運動あるいは労働運動のスローガン。中国語で「全世界无产者，联合起来！」。新左翼各派では「Down with Starlinism, Down with Imperialism」 （反帝・反スタの旗の下）と前置されることもある。
- Remember Pearl Harbor （パールハーバーを忘れるな） - 真珠湾攻撃後のアメリカにおける愛国スローガン。
- Remember Bannockburn （バノックバーンを忘れるな） - スコットランド人の鬨の声。
- שנית מסדה לא תיפול/Sheynit Masada lo Tipul (Masada shall never fall again/マサダは二度と陥落させない) - イスラエルにおける愛国的・シオニズム的スローガン。第一次ユダヤ戦争でのマサダ砦におけるユダヤ人の玉砕に因む。国防軍新兵の宣誓時に用いられる。上二つと類似。
- مرگ بر آمریکا/Marg bar Âmrikâ (Death to America/アメリカに死を) - イラン革命後のイランにおける反米スローガン。同様の反ソスローガンも用いられた。イエメンのシーア派反政府勢力のフーシ派も類似のものを掲げる。
- Μολών λαβέ/Molon Labe (Come and Take It/来たりて取れ（英語版、ギリシア語版）) - テルモピュライの戦いにおいてレオニダス1世が投降と武装解除を呼びかけるベルシャ軍に対しこう答え挑発したとされる。愛国的スローガンとして用いられる。
- No more HIROSHIMA, No more NAGASAKI, No more HIBAKUSHA （ヒロシマ・ナガサキを繰り返すな、被爆者をこれ以上出すな） - 反核運動のスローガン。山口仙二が1982年の第2回国連軍縮特別総会で行なった演説の中の一節。
- Patria o Muerte（祖国か、死か） - キューバ革命における7月26日運動（現・キューバ革命軍）のスローガン
- Libertad o Muerte / Live Free Or Die（自由か、死か） - ウルグアイのスローガン。当時のブラジル帝国から複数回の戦争を経て独立したことから。またアメリカ独立戦争におけるパトリック・ヘンリーの発言としても知られる（時期としてはヘンリーの方が古い）。
- We are Anonymous. We are Legion. We do not forgive. We do not forget. Expect us.（我々はアノニマス。我々はレギオン。許さない。忘れない。待っていろ） - アノニマスのスローガン。
- Za Dom Spremni! (備えよ――祖国のために！) - クロアチアの民族主義的・愛国的スローガン。ナチス・ドイツと提携しホロコーストにも加担したとされるファシスト組織ウスタシャを想起させる。
- 改革無くして成長なし - 小泉内閣のスローガン
- 地獄への道は善意で舗装されている - 自由主義・リバタリアニズムを象徴するスローガン。
- 脱亜入欧 - 明治政府の各種スローガン「文明開化」「殖産興業」「四民平等」「国民皆兵」「富国強兵」をひとくくりにして分りやすく表現した在野のスローガン。
- 守れ満蒙、帝国の生命線 - 東京日日新聞、1931年12月27日付
- ぜいたくは敵だ！ - 国民精神総動員運動のスローガン。この他にも「進め一億火の玉だ」など数多くのスローガンが精動で生み出された。
- 大東亜が日本の生存圏／日華満協助天下泰平 - 第二次近衛内閣が基本国策要綱で従前の東亜新秩序に代わって大東亜秩序の建設を掲げたことに対する松岡洋右の談話で大東亜共栄圏の語が用いられると、これに関連するスローガンが多数生み出された。
- 八紘一宇 - 田中智学が神武天皇の詔勅をもとに造語したもの。1940年に第二次近衛内閣が基本国策要綱でこの語を用いたことから国民に浸透し、同年の流行語となった後、スローガンとして広く使用された。
- 祝へ！元気に朗らかに／祝ひ終わつたさあ働かう！ - 紀元二千六百年記念行事にあたって掲げられたスローガン。
- 鬼畜米英、暴支膺懲 - 盧溝橋事件を受けて掲げられたスローガンで、「暴戻支那を膺懲す」を略したもの。太平洋戦争勃発後は「鬼畜米英」が前置されるようになった。
- 欲しがりません勝つまでは - 1942年に大政翼賛会・読売新聞社・東京日日新聞社・朝日新聞社が主催した国民決意の標語（コンクール）の当選作。審査員の一人にのちに暮しの手帖を興す花森安治がいた。
- みんな兵士だ弾丸だ／空襲なんぞ恐るべき - 毎日新聞が発表したスローガン。
- 五族共和 - 中華民国における民族政策のスローガン。
- 五族協和 - 満洲国における民族政策のスローガン。
- 為人民服務 (人民のために尽くす) - 中華人民共和国で使用されるスローガン。毛沢東揮毫による看板が中国各地にある。

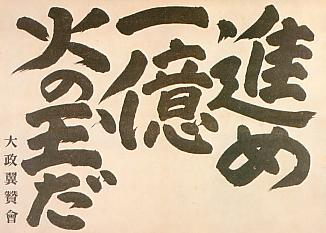
進め一億火の玉だ
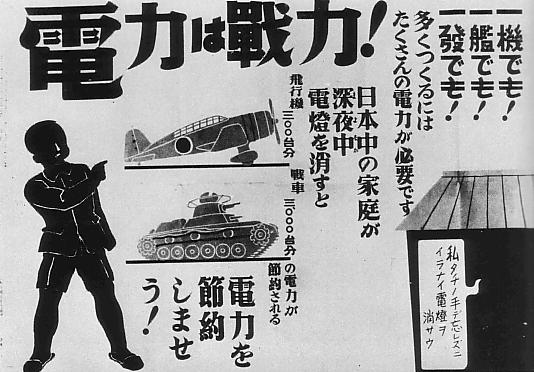
電力は戦力!
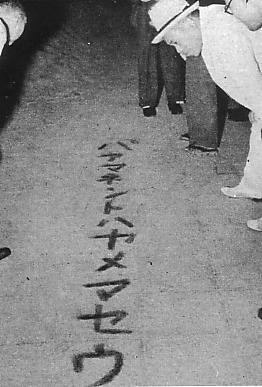
パーマネントはやめましょう
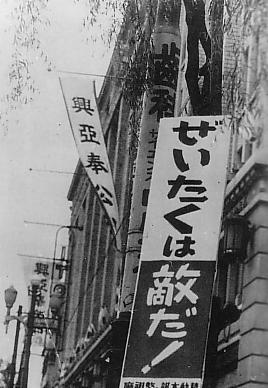
ぜいたくは敵だ！
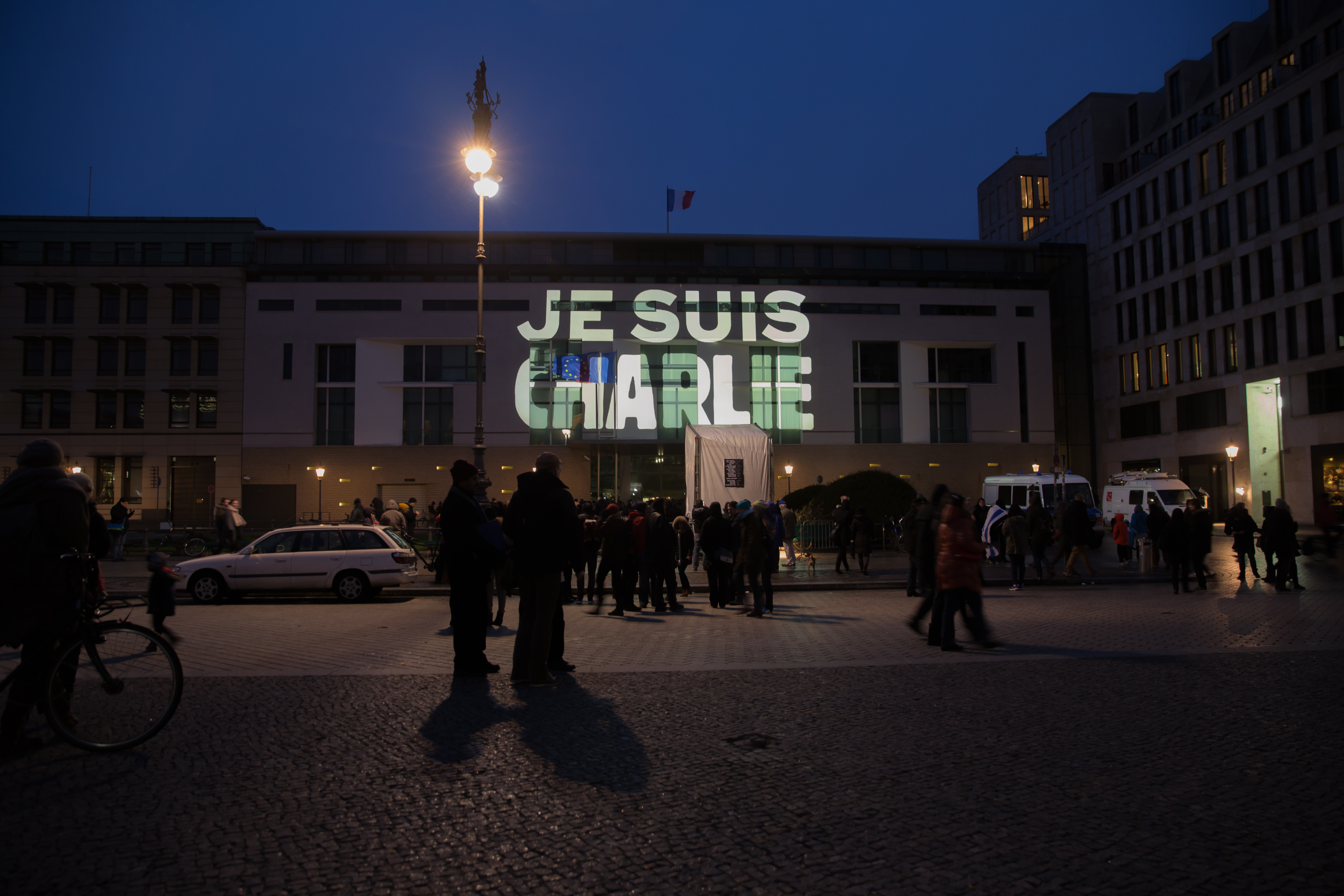
「Je suis Charlie」（私はシャルリー）のスローガンが投影されたベルリンのフランス大使館
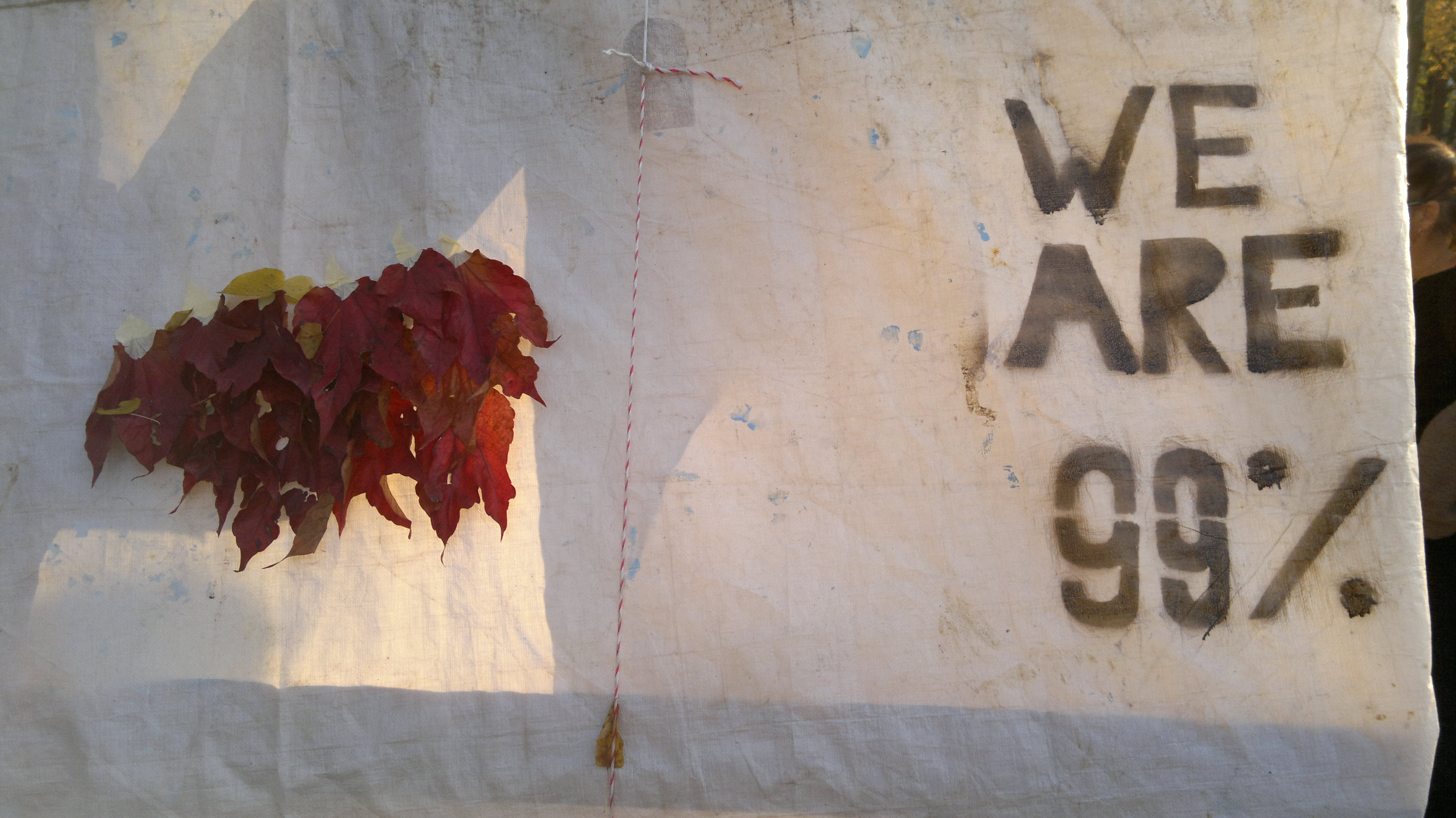
「We are the 99%」（我々は99パーセント）のスローガン。「ウォール街を占拠せよ」運動で提唱された、アメリカ合衆国の上位1パーセントの富裕層の資産が増加し続けている状況を批判したスローガン
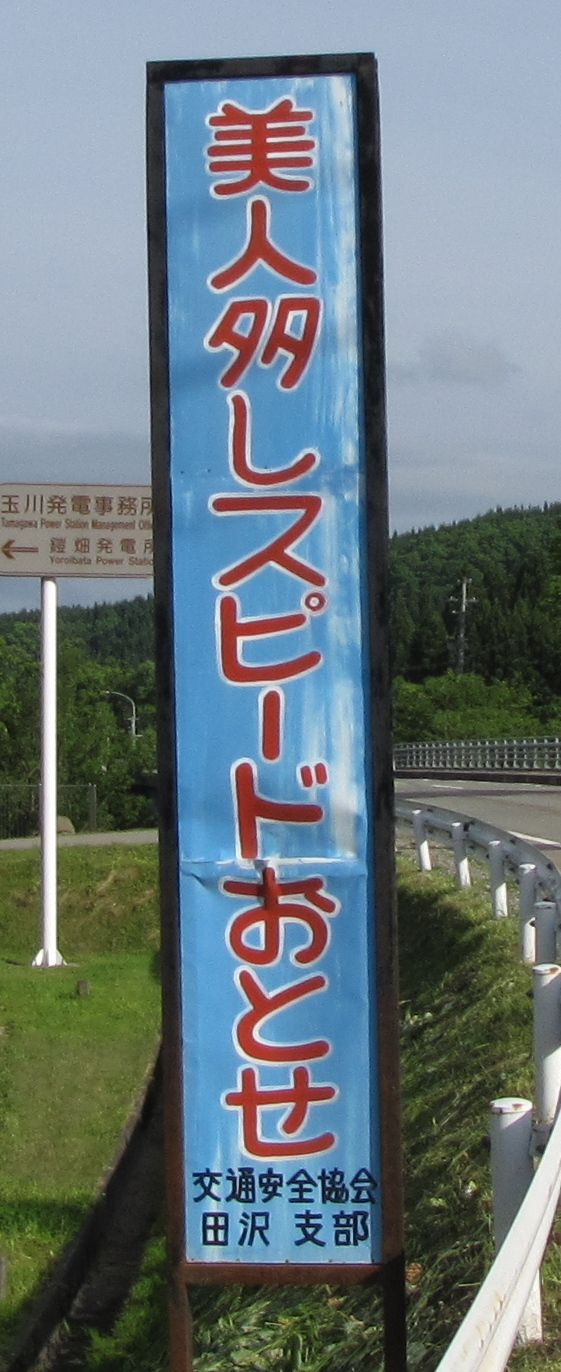
わき見注意のためのスローガンが書かれた交通安全看板